# Тудор-Владіміреску (Бреїла)
Тудор-Владіміреску (рум. Tudor Vladimirescu) — село у повіті Бреїла в Румунії. Входить до складу комуни Тудор-Владіміреску.
Село розташоване на відстані 161 км на північний схід від Бухареста, 12 км на захід від Бреїли, 135 км на північний захід від Констанци, 27 км на південний захід від Галаца.

## Населення
За даними перепису населення 2002 року у селі проживали 1079 осіб.
Національний склад населення села:
| Національність | Кількість осіб | Відсоток |
| -------------- | -------------- | -------- |
| румуни         | 1053           | 97,6%    |
| цигани         | 26             | 2,4%     |

Рідною мовою назвали:
| Мова      | Кількість осіб | Відсоток |
| --------- | -------------- | -------- |
| румунська | 1065           | 98,7%    |
| циганська | 14             | 1,3%     |